# Typex
Pour le système d'arcade homophone Type X, voir Taito Type X.
Pour la marque d'outil de correction homophone, voir Tipp-Ex.
Pour l'auteur de bande dessinée néerlandais, voir Typex (auteur).

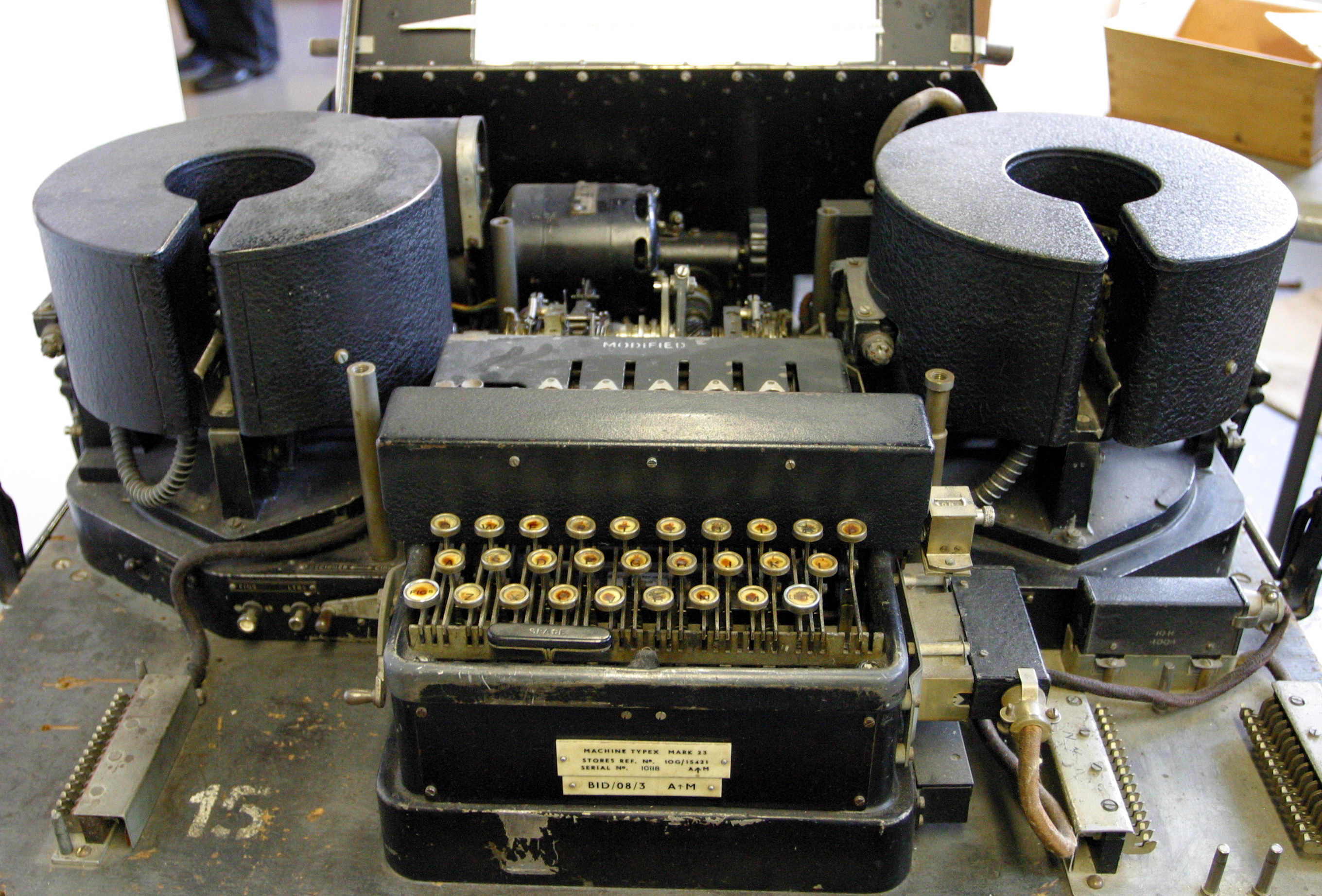
Typex sans sa coque, ce modèle 23 est apparu par la suite et comporte deux tableaux de branchement.

Typex (aussi nommée « Type X » ou « TypeX ») était une machine de chiffrement britannique mise en service en 1937. Il s'agissait d'une variante commerciale d'Enigma avec des modifications destinées à augmenter la sécurité. Cette machine était initialement appelée « RAF Enigma with Type X attachments ».

## Histoire et évolution
Dans les années 1920, le gouvernement britannique cherchait une solution de remplacement pour leur système de chiffrement de type dictionnaire qui était peu sécurisé et qui, avec le surchiffrement, se révéla lent et difficile à utiliser en pratique. En 1926, un comité inter-services étudia la question d'utiliser des machines de chiffrement. Pendant plusieurs années le comité étudia de nombreuses options, y compris une suggestion du chef d'escadre O. G. W. G. Lywood d'adapter l'appareil commercial Enigma, mais aucune décision ne fut prise. En août 1934, Lywood commença à travailler sur une machine sans attendre l'autorisation de la RAF. Lywood travaillait avec J. C. Coulson, A. P. Lemmon, and W. E. Smith à Kidbrooke dans le comté d'Oxford, sur une unité d'impression fournie par la Creed & Company. Le premier prototype fut livré au ministère de l'Air le 30 avril 1935. Début 1937, environ 30 Typex Mk I étaient fournies à la RAF.
La conception des modèles suivants commença en février 1937. En juin 1938, une démonstration du modèle Typex Mk II était faite au comité du chiffre, qui passa commande de 350 appareils. Après quelques essais, la machine fut rapidement adoptée par l'armée et d'autres départements gouvernementaux.

## Fonctionnement

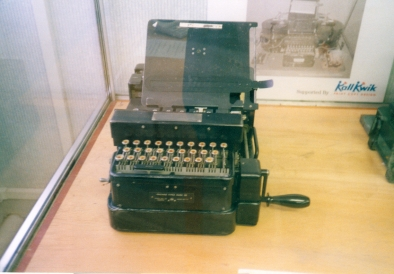
Typex Mark III était une version portable fonctionnant avec une manivelle.

Typex arriva en plusieurs versions et comportait cinq rotors avec un réflecteur statique. Dans la majorité des versions, les deux premiers rotors restaient stationnaires pendant le chiffrement, bien qu'ils puissent être positionnés à la main. Ces rotors stationnaires fournissaient une sorte de protection similaire au tableau statique de mélange des lettres de la machine Enigma (nommé plugboard en anglais ou Steckerverbindung en allemand), dont était dépourvue Typex.
Une autre amélioration de Typex par rapport à la version commerciale d'Enigma était que chaque rotor contenait plusieurs crans qui faisaient tourner le rotor voisin. Alors qu'Enigma changeait de configuration à chaque 26e touche pressée, Typex pouvait changer après 5, 11, 13 et 21 pressions.
Les rotors de Typex se composaient de deux parties, un lingot contenant la gaine électrique était inséré dans un carter métallique. Différents carters contenaient des nombres différents de crans à leur périphérie, tels que 5, 7 ou 9 crans. Chaque lingot pouvait être inséré dans deux sens différents dans un carter en le retournant. À l'usage, tous les rotors de la machine utilisaient des carters d'un même nombre de crans. Normalement cinq lingots étaient choisis dans un lot de dix.
En production, les opérateurs pouvaient traiter vingt mots à la minute et le texte chiffré ou clair était imprimé sur un rouleau de papier. Pour certaines versions portables comme le Typex Mark III, un message était tapé d'une main pendant que l'autre main tournait une manivelle pour actionner l'appareil (Devours et Kruh, 1985).

## Sécurité et usage
Typex était utilisée par l'armée britannique et la RAF. Ces appareils étaient aussi utilisés dans les pays du Commonwealth comme le Canada et la Nouvelle-Zélande. Une grande différence entre Enigma et Typex était que cette dernière devait servir aussi parcimonieusement que possible alors que les Allemands chiffraient beaucoup de messages de différents services avec Enigma. Typex servait régulièrement seulement au haut commandement de l'armée britannique et à la RAF. Les autres armes ou services continuaient à coder avec leur système à dictionnaire. L'approvisionnement en machines de chiffrement Typex était très restreint et aucune unité de terrain ne fut autorisée à en avoir.
Depuis 1943, les Américains et les Britanniques avaient signé le Holden Agreement et BRUSA pour développer une machine de chiffrement combinée (en anglais Combined Cipher Machine ou CCM). La machine américaine SIGABA (M-134-C) était aussi une machine de chiffrement à rotor, bien que les Américains ne permirent jamais à leurs alliés de la voir. Des accessoires ont été élaborés pour ces deux modèles leur permettant de lire les messages créés par l'autre modèle.
On dit que, ni Typex, ni SIGABA, ni CCM ne furent « cassées » par l'Axe. Bien que les tests d'attaques cryptanalytiques eussent fait d'énormes progrès, les résultats étaient moins probants que contre Enigma, à cause des évolutions de la complexité du système et du flot limité des transmissions faites via ces moyens. Une machine Typex fut récupérée par les forces allemandes mais sans les rotors. Leur inaptitude à utiliser cette machine pour décrypter les messages alliés Typex ont pu les convaincre de la sécurité d'Enigma.
Les machines Typex restèrent en service jusque dans les années 1970 (le gouvernement néo-zélandais mit en vente ses dernières machines en 1973 ). C'est une des raisons du maintien du secret aussi longtemps, une autre était que les Britanniques continuaient à lire les transmissions des pays étrangers faites avec Enigma et Typex, tant que leurs utilisateurs pensaient qu'elles étaient sûres.